# Muntanyes Bucegi
Les muntanyes Bucegi (en romanès: Munții Bucegi [ˈMunt͡sij buˈt͡ʃed͡ʒʲ]) es troben al centre de Romania, al sud de la ciutat de Brașov. Formen part del grup dels Carpats del Sud de les muntanyes dels Carpats. A 2.505 m, Omu és el seu punt més alt.
A l'est, les muntanyes Bucegi presenten un pendent molt pronunciat cap a les destinacions turístiques més populars de la vall de Prahova, com Bușteni i Sinaia. A una elevació més alta es troba l'altiplà de Bucegi, on el vent i la pluja han convertit les roques en figures espectaculars com l'Esfinx i Babele.
Es creu que els Bucegi són la muntanya sagrada dacia Kogainon, sobre la qual residia el déu Zalmoxis en una cova.

## Nom
Els filòlegs discuteixen l'origen exacte del nom "Bucegi". Sembla que "Buceag" o "bugeac" és la font del nom, una paraula que en el llenguatge de la gent de muntanya es fa servir per la molsa del bosc com per les savines. Una versió arcaica del nom "Bucegi" és "Buceci", nom que encara fan servir avui els ancians de les muntanyes, i sobre el qual els lingüistes diuen que deriva de "huceag", "buceag" o "bugeac".
El lingüista Sextil Pușcariu afirma que el nom de Bucșoi, una de les muntanyes que arriben al pic Omu, deriva de "Buc", "Bucur", igual que "Buceci", "Bugeci" deriva de "Buc" amb el mateix sufix que "Măneciu" o "Moeciu". "Bucur" és un autèntic nom daci. A l'obra 'e Iorgu Iordan, Toponimia romînească, el nom de les muntanyes deriva de l'eslau buk, que significa "faig".

## Rangs
Les muntanyes s'agrupen en tres rangs:
- Muntanyes Bucegi (pic Omu - 2505 metres)
- Muntanyes Leaota (pic Leaota - 2133 metres)
- Muntanyes de Piatra Craiului (pic del Baciului - 2238 metres)

El pas Rucăr-Bran separa les serralades de Piatra Craiului i Leaota; estava marcada pels passos fronterers entre Valàquia i Transsilvània, i fou defensada pel castell de Bran.

## Turisme
Les muntanyes Bucegi limiten amb la vall de Prahova, una zona amb més estacions d'esquí de Romania. Des del 1935, part de les muntanyes Bucegi s'inclouen a la llista d'àrees protegides de Romania, amb estatus de parc nacional.

### Estacions d'esquí
Entre les estacions d'esquí més populars de les muntanyes Bucegi hi ha Sinaia i Bușteni. Sobrenomenada la "Perla dels Carpats", Sinaia ofereix la possibilitat de practicar esports d'hivern. Les pistes d'esquí de l'estació són comunicades amb un remuntador, accessible amb telefèric. Les principals atraccions turístiques són el castell de Peleș, de Pelișor, l'estació reial, el monestir de Sinaia, el casino i la casa commemorativa George Enescu.
Bușteni, situat a una altitud de 800-900 m, ofereix una base diversificada d'allotjament i àpats (hotels, cases de descans, xalets, parades turístiques). Un telefèric connecta el Silva Hotel i el Babele Chalet, a la part superior de les muntanyes. Aquesta zona té formacions rocoses inusuals, com l’Esfinx i Babele. Bușteni és el punt de partida del senderisme en algunes de les rutes més atractives del massís de Bucegi. Als mesos d'hivern, Bușteni ofereix la possibilitat de practicar esquí i trineu. Hi ha pistes d'esquí amb diferents graus de dificultat. Bușteni també és un punt cultural, amb el castell de Cantacuzino i el Museu Memorial Cezar Petrescu. Hi ha una granja de truites a la zona.

### Corredor Rucăr-Bran

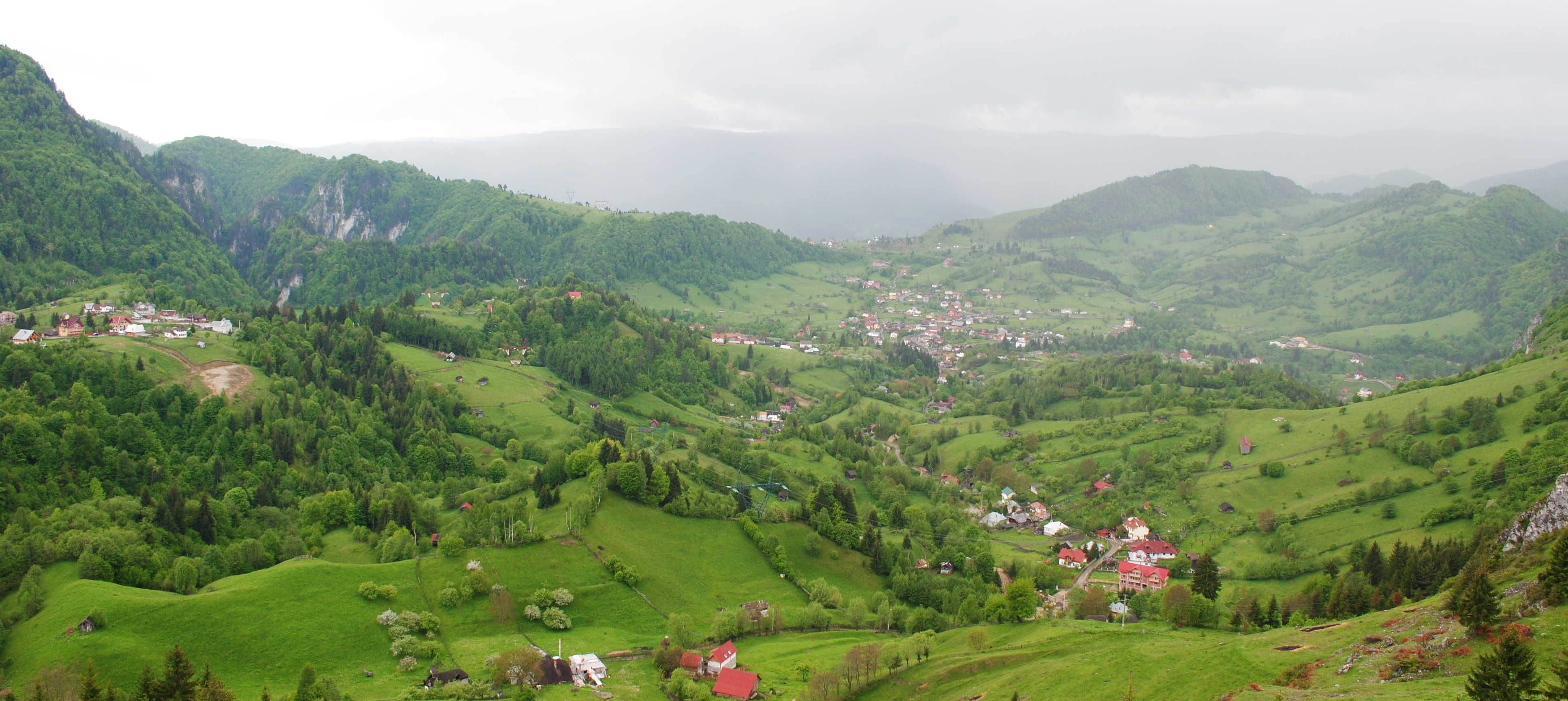
Podu Dâmboviţei, a la comuna de Dâmbovicioara, al corredor Rucăr-Bran

El corredor Rucăr-Bran és un pas de muntanya que té les muntanyes Bucegi a un costat i les muntanyes Piatra Craiului i les muntanyes Iezer-Păpușa a l'altra banda.

### Parc Natural de Bucegi
La zona de les muntanyes Bucegi, de la qual existeixen referències des del segle xv, es va proposar per a la protecció el 1936, a causa dels paisatges inigualables i la gran diversitat d'espècies vegetals i animals. Aquesta proposta es va adoptar només el 1990, quan es va materialitzar mitjançant l'ordre del ministre núm. 7/1990. El parc natural de Bucegi cobreix una superfície de 32.663 hectàrees repartides en tres comtats (Dâmbovița, Prahova i Brașov), amb més del 60% del territori cobert de boscos.